# Gorodets
Gorodets é uma cidade localizada no oblast de Níjni Novgorod, Rússia. A cidade existe desde 1171 no que é hoje o centro administrativo do distrito municipal de Gorodetsky

## Geografia
A cidade está localizada na margem esquerda do Volga, 53 km acima de Novgorod e 14 km a nordeste da estação ferroviária de Zavolzhie (a estação final de um ramal eletrizado da usina hidrelétrica de Nizhny Novgorod )

## Religião
Historicamente, Gorodets era o centro dos "Antigos Crentes" no Império Russo. Aqui, os representantes da Ortodoxia viveram pacificamente ao lado dos Antigos Crentes. Durante os anos do poder soviético, as igrejas de todas as religiões da cidade de Gorodets foram fechadas, e algumas delas foram completamente destruídas. Nos anos 90, a restauração de igrejas começou. Agora a cidade tem as igrejas ortodoxas do Arcanjo Miguel (1712), Spassky (1752), Basil (1824), Igreja da Dormição da Virgem e a Cruz Igreja.
Há um templo em nome da Assunção da Bem-Aventurada Virgem Maria - uma pequena igreja de tijolo construída depois de 1905 - um quadrângulo de cúpula curta, com uma torre sineira de tenda. Originalmente, essa igreja pertencia aos Antigos Crentes, que aceitavam a hierarquia Belokrinitsky. Fechado nos anos 1930. Na década de 1990, ela foi devolvida aos Antigos Crentes da hierarquia de Novozybkov sob a jurisdição do "Patriarca de Moscou e Toda a Rússia" Alexander, como a maior comunidade dos Antigos Crentes da cidade, e renovada.
Em 2012, Gorodets tornou-se o centro das eparquias Gorodetsky e Vetluzhskoy da Igreja Ortodoxa Russa do Patriarcado de Moscou, que incluía paróquias nas regiões do norte da região de Nizhny Novgorod. O chefe da diocese  é o bispo Agostinho (Anisimov), o antigo abade do mosteiro de Theodorov .
Além disso, representantes de outras denominações cristãs vivem na cidade, inclusive a partir de meados do século XIX - representantes das igrejas católica romana e luterana, que não têm seus edifícios religiosos. Desde meados do século XX, uma comunidade de batistas cristãos evangélicos opera na cidade. Desde o final do século XX, a comunidade das Testemunhas de Jeová vem operando .